# انعدام القحف
انعدام القحف أو اللاجمجميات (بالإنجليزية: Acrania)‏ هي حالة مسخية، وهو اضطراب خلقي نادر يحدث في الجنين البشري ويحدث حالة انعدام في جزء أو كل الدماغ، ويرتبط مع حالة انعدام الدماغ.